# Associação Industrial Portuguesa
A Associação Industrial Portuguesa (AIP) MHIH • MHMAI é uma associação empresarial portuguesa, atualmente com estatuto de câmara de comércio e indústria. Procura contribuir para a melhoria da qualidade de gestão e da competitividade das empresas portuguesas. Não é um organismo estatal. 

## História

### Séc. XIX
Foi fundada a 28 de Janeiro de 1837, conforme estatutos aprovados nessa data pela Secretaria de Estado dos Negócios do Reino, como associação de âmbito nacional com o objectivo de contribuir para o progresso das empresas e das associações nela filiadas, no domínio económico, organizativo, comercial, técnico, tecnológico, associativo, cultural e social.
Subscreveram os estatutos 756 sócios, negociantes e empresários, aos quais se juntaram muitos homens da ciência.

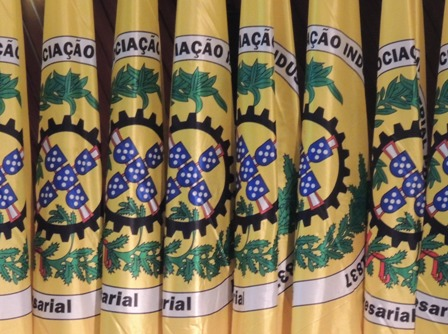
Bandeira da AIP.

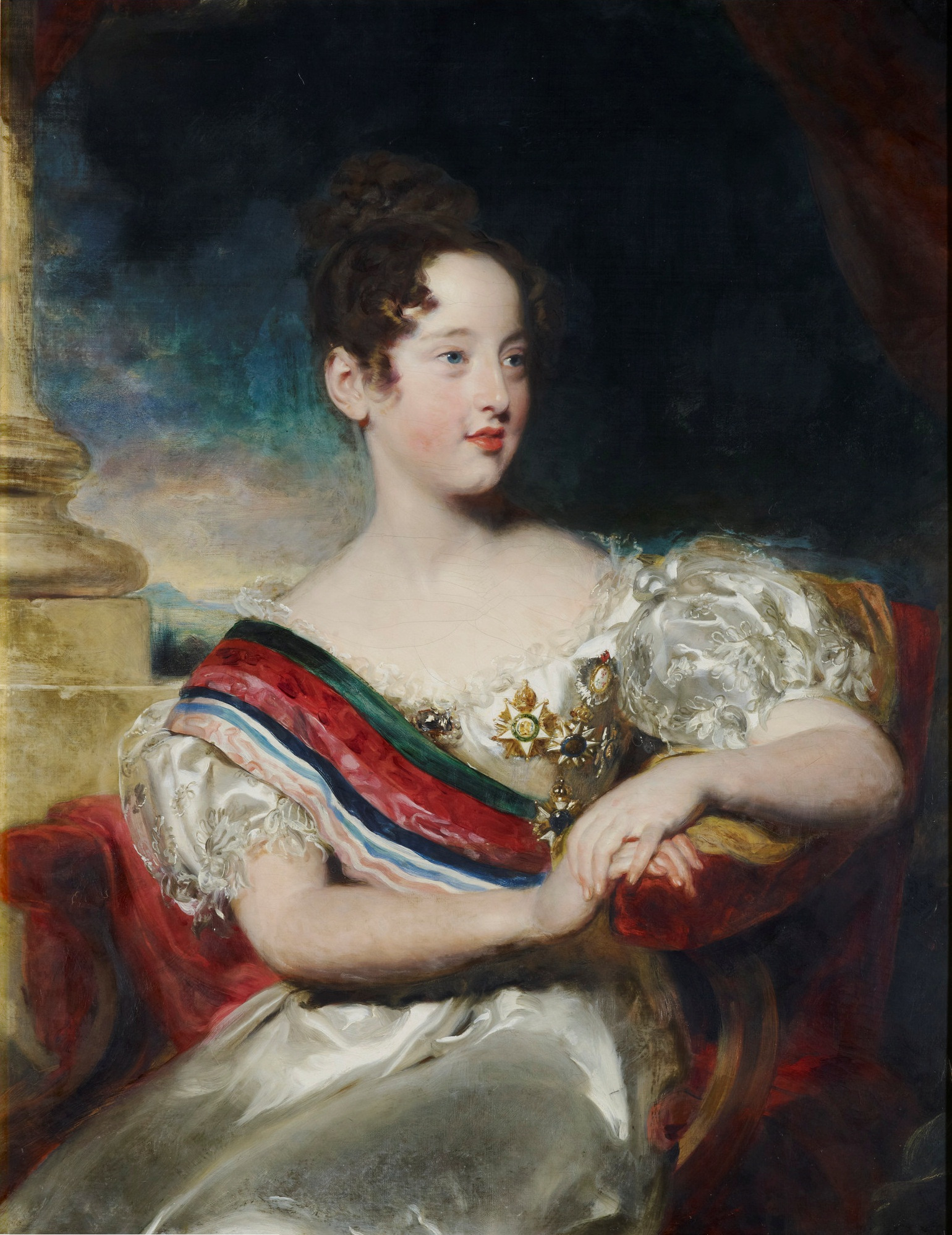
D. Maria II. Foi durante o seu reinado que os estatutos da AIP foram aprovados.

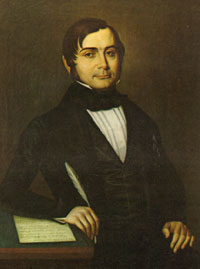
Passos Manuel. Sob sua égide se fundou a AIP.

#### Estatutos
Os estatutos da AIP tinham como grandes preocupações o desenvolvimento e a internacionalização da indústria portuguesa. Com efeito, estipulavam que os fundos que a Associação adquirisse serviriam "para fazer adiantamentos aos acionistas que fossem fabricantes ou artistas e precisassem de meios para aumentar ou aperfeiçoar os seus estabelecimentos", bem como "para mandar vir de países estrangeiros máquinas que sirvam de modelo para a construção de outras, ou mestres que introduzam no nosso país alguma indústria nele desconhecida ou melhorem consideravelmente as já existentes" e para a compra de "segredos industriais importantes". A compra de ações, quando possível, foi também incluída nas atividades a desenvolver. No artigo 15º dos estatutos, dá-se conhecimento de que "haverá em Lisboa uma exposição anual dos produtos da nossa indústria; promover-se-ão feiras patrióticas em qualquer parte do Reino; e pela imprensa se publicarão os mais notáveis factos de cultura e melhoramento das artes".

#### Relançamento da Associação
O movimento estabilizador da Regeneração - depois de um longo ciclo de lutas civis que culminou com a ditadura cabralista e com a insurreição da Maria da Fonte - permitiu às atividades económicas retomarem com alguma segurança o curso até então acidentado do seu desenvolvimento. A Associação reiniciou as suas atividades - entretanto interrompidas pelas convulsões políticas da época - quando um grupo de homens de negócios, tendo à frente José Ennes solicitou ao governo a aprovação dos estatutos da Associação Promotora da Indústria Fabril (APIF). O ministro das Obras Públicas, António de Serpa Pimentel, foi o intérprete daquela pretensão junto do governo. Assim, em 20 de março de 1860, um decreto assinado por D. Pedro V fazia renascer a Associação, dando-lhe continuidade, com a designação temporária de "Associação Promotora da Indústria Fabril". Com efeito, o período que mediou entre 1837 e 1860 foi altamente conturbado em resultado das profundas divisões políticas da sociedade portuguesa. A instabilidade reinante não permitiu o regular funcionamento de instituições de caráter associativo, conotadas com as ideias liberais, ferozmente combatidas pelos defensores de uma sociedade mais conservadora. Em 1860, houve necessidade de reafirmar a existência legal da Associação. Em 1863, D. Luís declarou-se protetor da APIF em reconhecimento da ação desenvolvida pela Associação.
Em Junho de 1888 a AIP organizou na Avenida da Liberdade, Lisboa, a monumental Exposição Nacional das Indústrias Fabris, com mais de 1200 expositores. O tema era "A Regeneração de Portugal pela Regeneração da Indústria". O evento foi patrocinado pelo próprio rei.
Com a subida ao poder de Hintze Ribeiro, a Associação foi dissolvida, em 31 de janeiro de 1894, tal como todas as associações comerciais existentes então no reino. Em 7 de fevereiro de 1987 cai o governo de Hintze Ribeiro, sucedendo-lhe José Luciano de Castro. Um dos primeiros atos do novo governo foi restaurar as associações económicas. Em 12 de março de 1897 reuniu-se a assembleia geral da Associação Industrial Portuguesa, então definitivamente consagrada com esse título.

### Séc. XX
Com a Instauração da República, a AIP ganha novo dinamismo, construindo uma nova sede e uma maior participação na vida económica e social do país. Logo em 1911, colaborou na elaboração da Lei do Descanso Semanal, com base nos resultados de um inquérito direto junto das empresas. A AIP contava então com apenas 456 associados, repartidos por 14 secções industriais.
Por vontade dos seus associados, em 1925, a AIP opôs-se à dissolução da Associação Comercial de Lisboa, tendo a medida sido abandonada. Em 1930 realizou a Feira de "Amostras de Produtos Portugueses" no Brasil, à qual se seguiu em 1932-33 a Grande Exposição Industrial Portuguesa, no atual Parque Eduardo VII. O pavilhão da representação portuguesa no Rio de Janeiro foi então desmontado e reutilizado em Portugal, existindo ainda hoje como Pavilhão Carlos Lopes.

#### Estado Novo

Feira das Indústrias Portuguesas (atual CCL), c. 1957

Com a agremiação das atividades industriais em organismos corporativos segundo a estratégia económica do Estado Novo, em 1939 a AIP combatia a opinião de que a sua existência não seria necessária. Tal acontecia apesar de um decreto do ano anterior ter assegurado a existência da associação no âmbito da organização corporativa do estado. Este diploma veio reconhecer a existência das associações patronais, regulamentadas por um decreto da monarquia, datado de 9 de maio de 1891. Dado o caráter especial das associações patronais, estas não poderiam integrar-se na organização corporativa ou adotar qualquer das formas dos organismos corporativos. Não tendo sido absorvida pela organização corporativa, a AIP consegui garantir um estatuto de relativa independência durante todo o regime do Estado Novo.
Em 1941, adquiriu nova sede, desta feita na avenida da Liberdade, num amplo palacete onde se manteve até 1958, ano em que foi demolido.
Na afirmação do arranque da indústria portuguesa nos difíceis anos do pós-guerra, era organizada em 1949 pela AIP a I Feira das Indústrias Portuguesas. A feira utilizou algumas das estruturas deixadas pela Exposição do Mundo Português, em  Belém.
Em 1951 é apresentada a Salazar na Feira das Indústrias Portuguesas a maqueta do futuro parque de feiras da Junqueira, futura FIL - Centro de Exposições e Congressos de Lisboa. Com o intuito de promoção da indústria nacional é alargada a parceria estratégica entre a AIP e a FIL através da organização da Feira Tektónica e de prémios de arquitetura como o Prémio Tektónica.

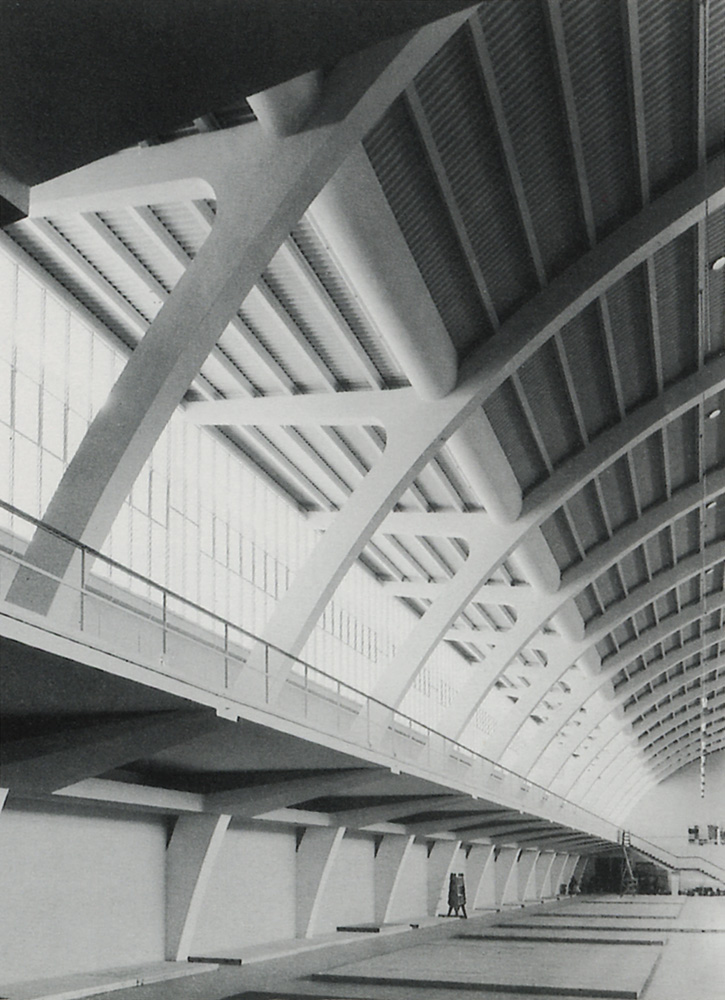
Interior da FIP, c.1957

#### Democracia
A 13 de Julho de 1981 foi feita Membro-Honorário da Ordem Civil do Mérito Agrícola e Industrial Classe Industrial e a 12 de Março de 1987 foi feita Membro-Honorário da Ordem do Infante D. Henrique.
Nos anos 90, generalizou-se a organização de salões setoriais especializados, em oposição às tradicionais feiras multissetoriais. Surgiram então a Nauticampo, a Intercasa, a Lartécnica, a Vinifil, a Siror, a Simac, Filmoda, Ceramex, entre outros.

### Séc. XXI
Em 2010 obteve o estatuto de Câmara de Comércio e Indústria.

### Figuras Notáveis como Sócios Honorários
- Bernardino Machado
- Hintze Ribeiro
- José Luciano de Castro
- Emídio Navarro
- Oliveira Martins
- Mariano Cirilo de Carvalho

### Lista de Presidentes
- 2011-20.. - José Eduardo Carvalho
- 1982-2011 - Jorge Rocha de Matos
- 1976-1981 - João Vaz Guedes
- 1975-1976 - Manuel Mendes Garcia
- 1974-1975 - Ruy Ramirez Sanches
- 1972-1974 - Augusto Salazar Leite
- 1960-1972 - Carlos Garcia Alves
- 1941-1960 - Francisco Cortez Pinto
- 1924-1940 - José Maria Álvares
- 1921-1923 - Alfredo da Silva

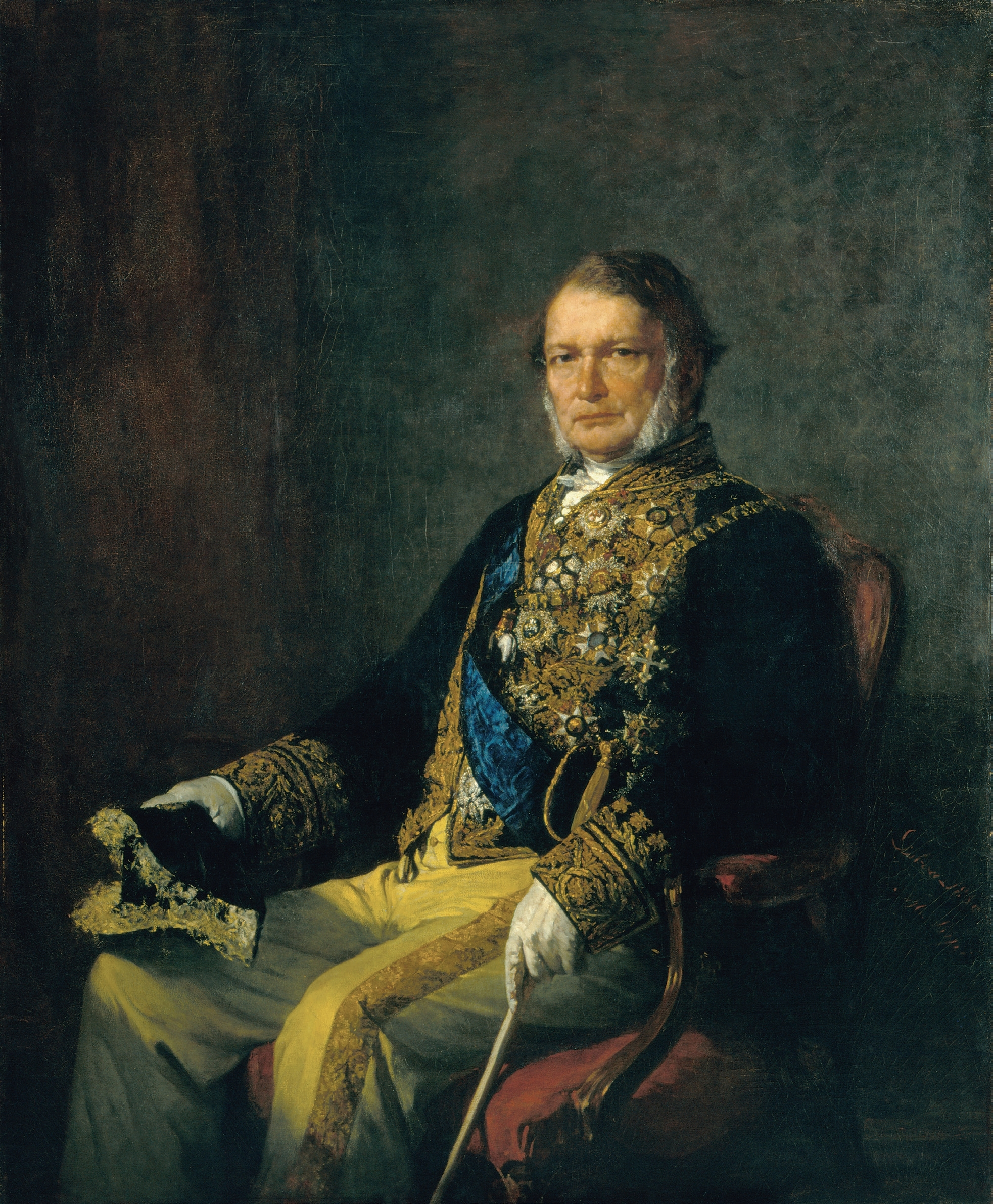
António José de Ávila, presidente da assembleia geral da APIF, nomeado presidente Honorário e Perpétuo da AIP.

- 1914-1920 - António Lobo de Aboim Inglês
- 1910-1913 - Carlos Alfredo da Silva
- 1893-1910 – Henrique Pereira Taveira
- 1892-1893 - Fernando Matoso dos Santos
- 1891-1892 - José Joaquim da Silva Amado
- 1888-1890 - João Crisóstomo Melício, 1.° Visconde de Melício
- 1886-1887 - António Augusto de Aguiar
- 1875-1886 - António de Barros de Saldanha da Gama de Sousa de Mesquita de Macedo Leitão e Carvalhosa, 2.° Visconde de Vila Nova da Rainha
- 1863-1875 - Joaquim Henriques Fradesso da Silveira
- 1860-1863 - José Enes

## Associações Empresariais Regionais
- AER Beja - NERBE
- AER Bragança - NERBA
- AER Castelo Branco - AEBB
- AER Coimbra - NERC
- AER Évora - NERE
- AER Faro - NERA
- AER Guarda - NERGA
- AER Leiria - NERLEI
- AER Lisboa - AERLIS
- AER Portalegre - NERPOR
- AER Santarém - NERSANT
- AER Vila Real - NERVIR

## Projetos & Ligações de Interesse
- Be In
- Clube Portugal Exportador
- Empreender
- Factor PME
- Portugal Sou Eu

## Curiosidades

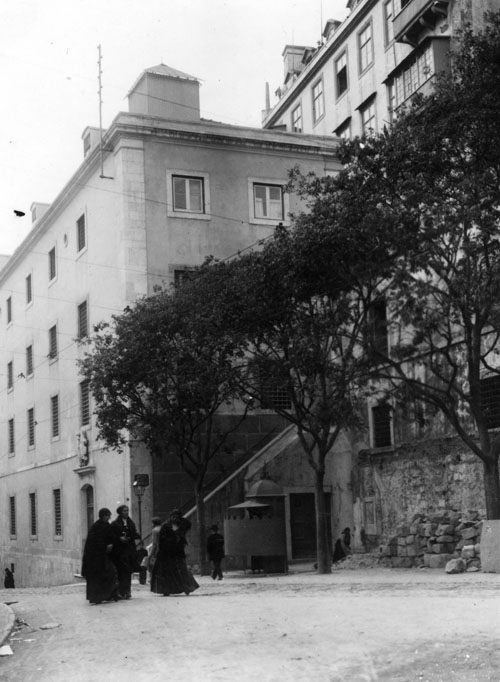
Cadeia do Aljube, primeira sede da AIP (foto séc. XX).

A AIP mudou sete vezes de sede, todas elas em Lisboa. Foram elas:
- 1837-1860 Aljube, junto à Sé de Lisboa
- 1860-1865 Rua do Arco da Bandeira (atual Rua dos Sapateiros), na Baixa
- 1865-1887 Rua da Boavista
- 1887-1887 Rua Ivens
- 1887-1940 Rua do Mundo (atual Rua da Misericórdia)
- 1941-1958 Avenida da Liberdade - onde hoje se encontra a seguradora Tranquilidade
- 1958-1962 Avenida Infante Santo
- Desde 1962 Praça das Indústrias (Junqueira)